# María José Boloquy
María José Boloquy (21 de agosto de 1988, Villa Sarmiento, Córdoba, Argentina) es una jugadora de fútbol argentina que debutó profesionalmente el 22 de abril de 2017 en el Club Atlético San Lorenzo de Almagro.

## Trayectoria
María José Boloquy comenzó jugando al fútbol en los recreos del colegio y a escondidas de sus padres que se oponían a que ella practicara este deporte. Fue cuando se mudó a Río Cuarto para estudiar Educación Física que pudo avanzar en su carrera profesional con el apoyo de sus padres quienes entendieron que era su pasión. Allí jugó para el equipo "Blanco" de la Universidad Nacional de Río Cuarto, desde 2010 hasta 2015, año en el que se consagró campeona junto con el equipo. Allí también se desempeñó como profesora en la Escuela de Fútbol. Durante 2016 jugó para el Rosario Fútbol Club.
En obtuvo el premio 3 Botines otorgado por la Universidad Blanco Liga Regional Río Cuarto, Córdoba a la “Mejor volante central integrando el equipo ideal”.
En abril de 2017 debutó como titular en el Club Atlético San Lorenzo de Almagro, donde también incursionó en el futsal, deporte con el que se consagró campeona y permitió la clasificación de San Lorenzo a la Copa Libertadores de América.

## Torneos ganados
| Toreno                                                                  | Año  |
| ----------------------------------------------------------------------- | ---- |
| Campeonato Universidad Blanco Liga regional Río Cuarto, Córdoba         | 2014 |
| Campeonato Invicto Universidad Blanco Liga regional Río Cuarto, Córdoba | 2015 |